# Syllis sardai
Syllis sardai är en ringmaskart som beskrevs av San Martin 1992. Syllis sardai ingår i släktet Syllis och familjen Syllidae. Inga underarter finns listade i Catalogue of Life.